# 134131 Skipowens
134131 Skipowens è un asteroide della fascia principale. Scoperto nel 2005, presenta un'orbita caratterizzata da un semiasse maggiore pari a 3,0096185 UA e da un'eccentricità di 0,0955338, inclinata di 4,25448° rispetto all'eclittica.